# David Christie (Sänger)
David Christie (geboren als Jacques Pépino; * 1. Januar 1948 in Tarare, Frankreich; † 11. Mai 1997 in Capbreton, Département Landes, Frankreich) war ein französischer Sänger und Songschreiber, der auch unter den Pseudonymen James Bolden, Napoleon Jones und Philippe Tarare arbeitete. Sein größter Hit als Sänger war die 1982 erschienene Single Saddle Up.

## Biografie
David Christie ließ sich 1965 in Paris nieder. Er lernte Gitarre, Bass und Klavier. Zunächst machte er sich als Songschreiber einen Namen. Hits für Tina Charles (1976 – I Love to Love, Love Me Like a Lover), Grace Jones (1978 – Do or Die) und Gloria Gaynor (1975 – (If You Want It) Do It Yourself) stammen aus seiner Feder.
Christie hatte 1982 und 1983 kurzfristig Erfolg als Solist und Sänger eingängiger Popsongs. Die Single Saddle Up erreichte Platz zwölf der deutschen, Platz vier der Schweizer und Platz neun der britischen Charts. Our Time Has Come schaffte es immerhin noch in die Top 50 in Deutschland.
Mit der französischen Sängerin Nina Morato hatte Christie eine Tochter. Nach deren Tod im Alter von 11 Jahren nahm sich Christie das Leben.

## Diskografie

### Alben
- 1975: Napoleon Jones (als Napoleon Jones feat. David Christie)
- 1977: Love Is the Most Important Thing (Titel in Italien: David Christie)
- 1978: Back Fire
- 1980: Flashback (als James Bolden)
- 1982: Back in Control
- 2006: Deux petites perles bleues
- 2008: David Christie & Friends

### Kompilationen
- 1993: Saddle Up: The Best of David Christie
- 1994: The Best of David Christie
- 1995: The Best of David Christie – Saddle Up

### Singles
- 1966: N’importe quoi (als Jacques Pépino)
- 1968: Julie
- 1968: Seul
- 1968: Deux petites perles bleues / Après la pluie / Julie / Pour une étoile qui nait (EP)
- 1970: Babeth
- 1970: Ou que tu sois
- 1971: Si demain tu t’en allais
- 1973: Notre Premier Enfant
- 1974: Lazy Love (als Napoleon Jones)
- 1975: Jaywalk 1 (als Napoleon Jones feat. David Christie)
- 1975: Pour notre amour / Mona Lisa (Instrumental) (Claude Baylet / David Christie)
- 1975: I Love to Love (als Napoleon Jones feat. David Christie)
- 1975: Fame (Had to Make Me a Name) (The Grand Army Band feat. David Christie)
- 1976: Falling in Love in Summertime (Is Dynamite)
- 1977: Love Is the Most Important Thing
- 1978: Don’t Stop Me, I Like It
- 1978: Back Fire
- 1980: Priorities (als James Bolden)
- 1981: Back with My Baby (als James Bolden)
- 1982: Saddle Up
- 1982: Our Time Has Come
- 1982: Rally Down to Sally’s
- 1982: Saddle Up and Look
- 1983: Stress
- 1985: Cindy Lou
- 1985: Medley
- 1985: Chain of Love
- 1987: Des vacances à Capbreton
- 1988: Living It Up
- 1990: Saddle Up 1990 (feat. M. C. De)
- 1991: Let’s All Dance (Gibson Brothers feat. David Christie)
- 1993: Saddle Up
- 1993: Saddle Up / Happy Music
- 1993: Saddle Up: Remix ’93
- 2005: Saddle Up 2004 (mit Jolly Bumpers)
- 2008: Saddle Up: The 2008 Remixes